# أبو رية
قرية أبورية هي إحدى القرى التابعة لمركز الرياض في محافظة كفر الشيخ في جمهورية مصر العربية. حسب إحصاءات سنة 2006، بلغ إجمالي السكان في أبورية 5636 نسمة، منهم 2705 رجل و2931 امرأة.